# 廣木酒造本店
株式会社廣木酒造本店（ひろきしゅぞうほんてん）は、福島県河沼郡の酒類の製造・販売業者。 

## 概要
江戸時代の後期、文政年間に誕生した酒蔵。創業当時は、味噌や醤油なども製造していた。8代目までは生産量の7割を大手の蔵へ販売していた。9代目の廣木健司が継いだ時には廃業も検討していた。1999年に新銘柄の無濾過生原酒の「飛露喜」をリリースし、全国的に人気の日本酒となった。。日本酒のブラインドコンテストにおいて上位の常連。

## 特徴
仕込水は阿賀川水系の伏流水を濾過して使用している。

## 銘柄
- 泉川
- 飛露喜